# Archimidis
Die Archimidis war ein italienisches zweimastiges Segelschiff vom Typ Schooner, das als Schulschiff und Küstenwache im Zweiten Weltkrieg verwendet wurde. Bekannt wurde es als jüdisches Flüchtlingsschiff United Nations (hebräisch הָאֻמּוֹת הַמְּאֻחָדוֹת HaʾUmmōt haMʾuchadōt).

## Vorgeschichte
Nach Ende des Zweiten Weltkriegs wurde vom Mossad le Alija Bet, einer Organisation der Hagana, und vom Palyam die Einwanderung jüdischer Holocaust-Überlebender und Displaced Persons nach Palästina organisiert. Nachdem die britische Mandatsregierung unter dem Druck arabischer Aufstände die Einreisequote für Juden in den 1930er Jahren immer weiter reduziert hatte, erfolgte die Alija Bet genannte Einwanderung illegal. Um dem Einwanderungsdruck zu begegnen, errichteten die Briten eine Seeblockade, und deportierten ergriffene Einwanderer in Lager. Nachdem das Lager in Atlit überfüllt war, und durch mehrere Angriffe des Palmach Massenfluchten organisiert wurden, brachten die Briten ab August 1946 festgenommene illegale Einwanderer in Internierungslager auf Britisch-Zypern. Offizielle Grundlage hierfür war die Regierungserklärung vom 13. August 1946.
Die Einwanderungswelle wurde dadurch nicht beeinträchtigt. Mit dem Teilungsbeschluss der UN-Vollversammlung am 29. November 1947 und der Gründung eines jüdischen Staats in Aussicht, stiegen die Einwandererzahlen weiter an.

## FlüchtlingsschiffUnited Nations
Ende November 1947 wurde das Segelschiff Archimidis von der Hagana gechartert und in Porto Venere von Palyamniks zum Einwandererschiff umgebaut. So war es in der Lage, in Civitavecchia insgesamt 537 Einwanderer aufzunehmen und am 14. Dezember in Richtung Palästina loszusegeln. In Anlehnung an die kurz zuvor beschlossene Teilung Palästinas in einen jüdischen und einen arabischen Staat erhielt die Archimidis den Hagana-Codename United Nations.
Zur gleichen Zeit waren die Alija-Bet-Schiffe Pan York und Pan Crescent aus Bulgarien unterwegs nach Palästina. Diese wesentlich größeren Schiffe mit jeweils über 7000 Einwanderern an Bord waren bereits von den Briten entdeckt und lenkten die britische Marine von der United Nations ab. Dadurch konnte sie auf einer südlicheren Route ungehindert nach Palästina segeln. Um die Überfahrt abzukürzen, wurde die United Nations angewiesen, in Tel Aviv anzulanden statt am ursprünglich geplanten Ziel bei Naharija. Die Landung sollte am 1. Januar 1948 erfolgen, in der Annahme, dass dann die Alarmbereitschaft der Briten aufgrund ihrer Neujahrsfeierlichkeiten reduziert wäre.
Der Palyam-Kommandant der United Nations, David Maimon, entschied jedoch auf eigene Verantwortung, dennoch Naharija anzusteuern. Um die Mittagszeit des 1. Januar erreichte die United Nations unentdeckt die Küste und wurde etwa 80 m vom Ufer entfernt auf Grund gesetzt. Innerhalb von drei Stunden wurden alle Einwanderer ausgeschifft und in Naharija und anderen Siedlungen in der Nähe untergebracht. Die Briten durchsuchten wenige Stunden später die Umgebung und konnten einige Einwanderer festnehmen. Nach Intervention der Jewish Agency und harten Verhandlungen wurden die festgenommenen Einwanderer jedoch wieder freigelassen.
Die United Nations war das letzte Einwandererschiff der Alija Bet, das die britische Seeblockade durchbrechen konnte. Alle folgenden Flüchtlingsschiffe wurden von den Briten aufgebracht und die Einwanderer nach Zypern deportiert, bis am 15. Mai 1948 die Blockade aufgehoben und die Lager geschlossen wurden.